# Władysław Reymont
Władysław Stanisław Reymont (nato Władysław Stanisław Rejment) (Kobiele Wielkie, 7 maggio 1867 – Varsavia, 5 dicembre 1925) è stato uno scrittore polacco.
Le sue opere, spesso di carattere autobiografico, sono legate alla realtà polacca e il suo stile, assimilabile al naturalismo e al realismo, rende l'attaccamento alla realtà ancor più forte. Per la sua epopea I contadini vinse il Premio Nobel per la Letteratura nel 1924.
Il certificato di battesimo di Reymont riporta il suo cognome originale, Rejment. Reymont decise di cambiare il proprio cognome al suo debutto editoriale durante l'occupazione russa della Polonia, probabilmente perché in Galizia la censura zarista non approvava lavori di quel genere. Kazimierz Wyka, un estimatore di Reymont, crede che il cambio del cognome possa anche essere legato all'intenzione di rimuovere qualsiasi associazione con la parola rejmentować, che in alcuni dialetti polacchi significa "bestemmiare".

## Biografia
Reymont nacque a Kobiele Wielkie, un villaggio vicino a Radomsko, come figlio di Józef Rejment, un organista. Passò l'infanzia assieme agli otto fratelli a Tuszyn, vicino a Łódź, località in cui suo padre si trasferì per lavorare nella ricca chiesa parrocchiale. Frequentò per qualche anno la scuola locale, ma, per il suo carattere irrequieto e insofferente, fu affidato dal padre alla famiglia della sorella maggiore a Varsavia perché diventasse un sarto come lei. Nel 1885, dopo aver passato gli esami e aver presentato un "frac ben fatto", conseguì il titolo di "sarto specializzato", il suo unico titolo scolastico.
Tuttavia Reymont non fece mai quel mestiere. Negli anni passati a Tuszyn si era appassionato molto alla lettura, ma fu a Varsavia che nacque la sua passione per il palcoscenico ed iniziò a recitare in una compagnia teatrale itinerante, viaggiando così per qualche tempo. Ritornò a Varsavia l'estate successiva per i "garden teathers". Dopo un anno, e senza un soldo in tasca, tornò a Tuszyn dove, grazie alle conoscenze di suo padre, iniziò a lavorare come casellante in un passaggio a livello vicino a Koluszki. Scappò altre due volte: nel 1888 a Parigi e Londra, come medium di uno spiritista tedesco, e poi ancora in una troupe teatrale. Data la mancanza di successo (non era un attore talentuoso) tornò di nuovo a casa. Reymont risiedette per qualche tempo a Krosnowa vicino a Lipce (in suo onore oggi rinominata Lipce Reymontowskie) e considerò l'idea di diventare monaco paolino nel monastero di Częstochowa. Durante la sua giovinezza fece anche l'impiegato e il telegrafista.

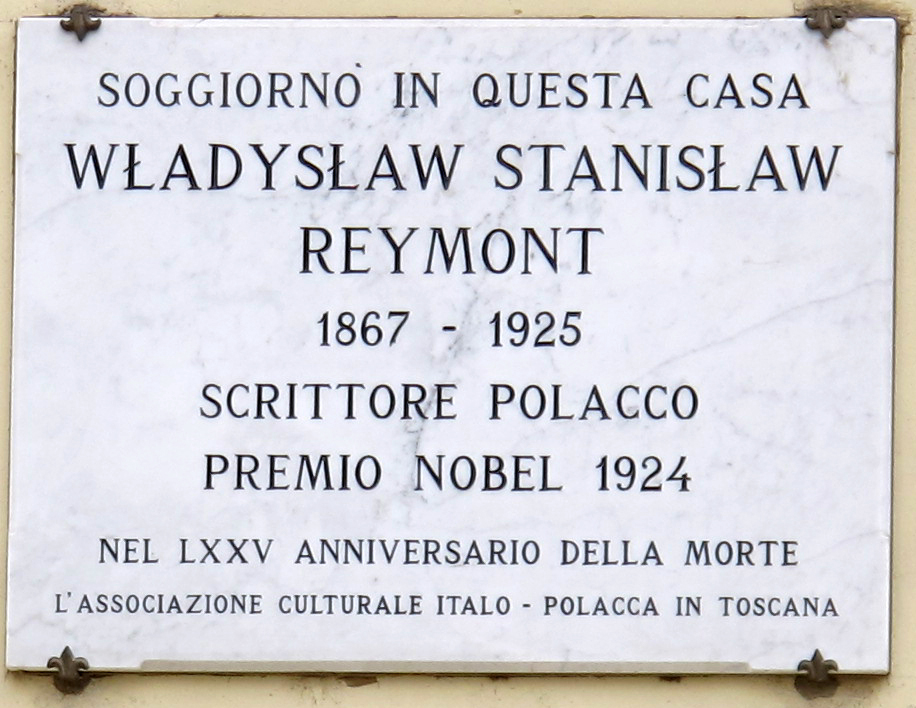
Lapide commemorativa del soggiorno in Piazza d'Azeglio a Firenze

Quando la rivista Głos (La voce) decise di pubblicare le sue Korespondencje da Rogowo, Koluszki e Skierniewice nel 1892 Reymont ritornò a Varsavia, portando con sé alcuni racconti inediti e andò nelle redazioni di vari giornali fino a quando incontrò qualcuno interessato al suo talento. Su consiglio del signor Świętochowski andò in pellegrinaggio al Santuario di Częstochowa nel 1894 e scrisse Pielgrzymka do Jasnej Góry, tutt'oggi un classico esempio di diario di viaggio.
Reymont continuò a spedire i suoi racconti a vari periodici e, incoraggiato dalle buone recensioni, scrisse due romanzi: Komediantka (1895) e Fermenty (1896). Il miglioramento delle sue condizioni economiche gli permise di assecondare la sua passione per i viaggi e visitò Berlino, Londra, Parigi e l'Italia. In quel periodo passò del tempo a Łódź, a raccogliere materiale per un nuovo romanzo richiesto dal Kurier Codzienny, un giornale di Varsavia. Coi proventi della vendita del nuovo romanzo, La terra promessa (1897), poté tornare in Francia, dove conobbe altri polacchi esiliati (Jan Lorentowicz, Stefan Żeromski, Przybyszewski, Rydel ecc.).

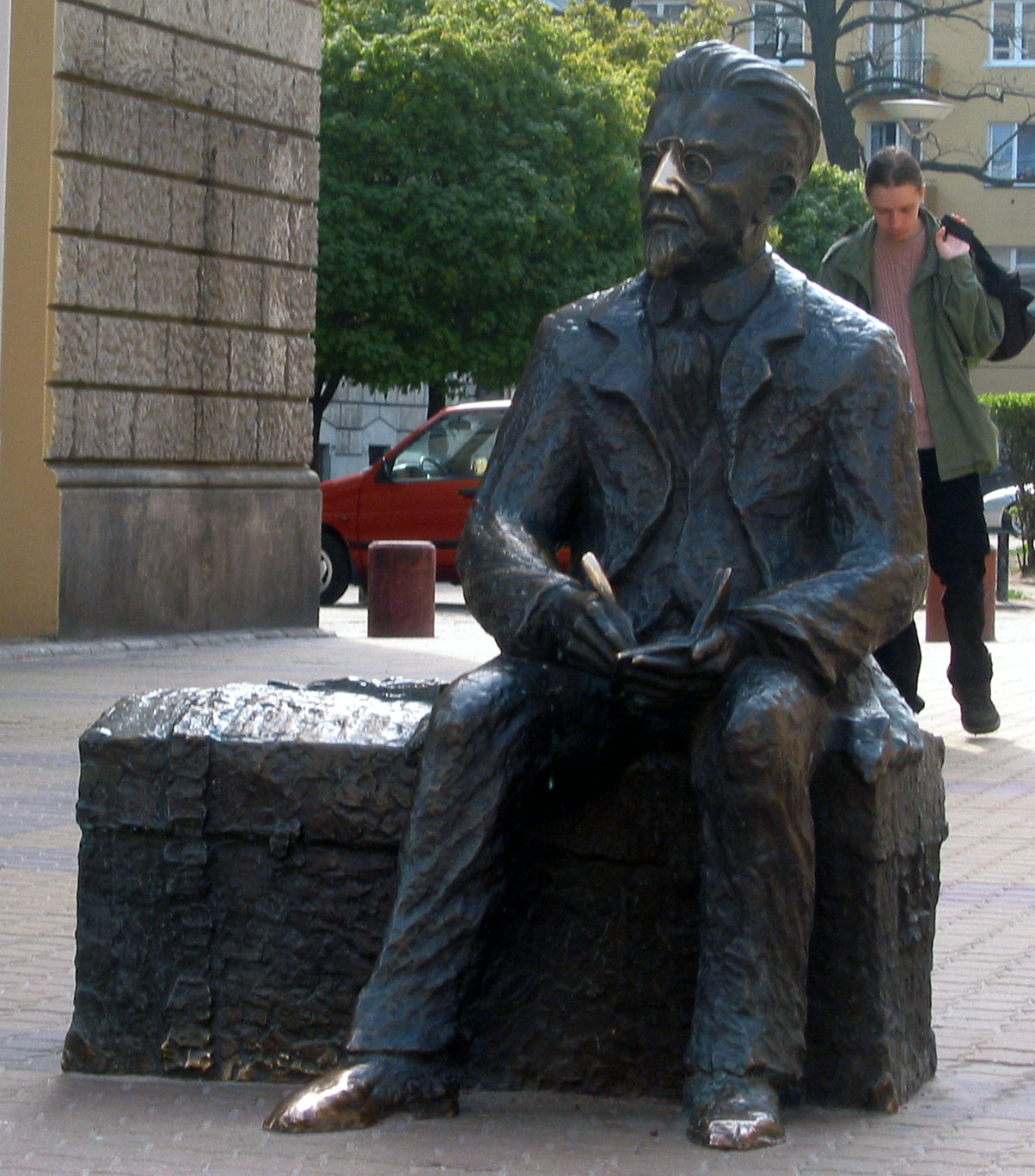
Statua di Reymont a Łódź

I suoi guadagni però non gli permettevano quel tipo di vita sempre in viaggio. Nel 1900 fu risarcito dalle ferrovie con 40.000 rubli, per essere stato picchiato durante un viaggio in treno sulla linea Vienna-Varsavia. Durante le cure fu assistito da Aurelia Szacnajder Szabłowska, che sposò nel 1902, dopo aver pagato l'annullamento del precedente matrimonio della donna. Dopo un periodo di riposo ripartì per la Francia (dove scrisse alcune parti dell'opera I contadini tra il 1901 e il 1908) e poi per Zakopane. Nel 1919 Reymont viaggiò anche negli Stati Uniti a spese del governo polacco. Reymont tentò anche di diventare un latifondista e nel 1912 comprò delle proprietà vicino a Sieradz, ma la gestione si rivelò infruttuosa e rinunciò a quell'ambizione.
Nel novembre del 1924 fu insignito del Premio Nobel per la letteratura superando  rivali come Thomas Mann, Maksim Gor'kij e Thomas Hardy. L'opinione pubblica polacca sostenne la candidatura di Stefan Żeromski, ma il premio andò a Reymont "Per la sua grande epopea nazionale, I contadini". Żeromski, considerato il miglior candidato, secondo le cronache fu rifiutato dall'Accademia Svedese per i suoi sentimenti antitedeschi. Il premio e l'assegno (116.718 corone) gli vennero consegnati in Francia, dove Reymont si stava rimettendo da alcuni problemi cardiaci.
Nel 1925 si riprese dalla malattia e volle partecipare ad un raduno di contadini a Wierzchosławice, vicino a Cracovia, dove Wincenty Witos lo accolse come  membro del PSL "Piast", il partito dei contadini polacchi, ed elogiò la sua scrittura. Subito dopo quell' evento la salute di Reymont si deteriorò nuovamente. Morì a Varsavia il 5 dicembre 1925 e fu seppellito nel cimitero  Powązki. L'urna che contiene il suo cuore è conservata in una colonna della Chiesa di Sacra Croce a Varsavia.

## Opere maggiori
La critica ammette un certo numero di similitudini tra Reymont e i naturalisti, sottolineando però che non si trattava di un naturalismo "preso in prestito", ma del resoconto delle proprie esperienze di una vita. Reymont non formulò alcuna estetica della sua scrittura, similmente ad altri autodidatti come Mikołaj Rej o Aleksander Fredro. Con una ridotta educazione superiore e incapace di leggere le lingue straniere, Reymont si rese conto che il suo punto di forza non era la teoria letteraria, ma la conoscenza della realtà.

### KomediantkaeFermenty
Il suo primo romanzo, Komediantka (1896) descrive il dramma di una ribelle ragazza di provincia che entra in una compagnia di teatro itinerante, trovandovi riparo dalle falsità e dagli intrighi dell'ambiente in cui viveva. In Fermenty (1897), il seguito, l'eroina, reduce da un tentato suicidio, ritorna alla sua famiglia ed accetta il peso della sua esistenza. Consapevole del fatto che i suoi sogni e le sue idee non sarebbero mai diventati realtà, sposa un uomo ricco che si è innamorato di lei.

### La terra promessa
La terra promessa (1898), ambientato durante la rivoluzione industriale, è una spietata descrizione della società di Łódź, una città presentata come un'arena per la lotta per la sopravvivenza. Nel romanzo la città distrugge sia quelli che accettano la regola di vivere sempre di corsa sia quelli che non l'accettano. La cancrena morale affligge i tre personaggi principali, un tedesco, un ebreo e un polacco. Questa oscura visione del cinismo, illustrata dalle bestiali qualità degli uomini che sottostanno alla legge del più forte, dove l'etica, i nobili ideali e i sentimenti religiosi vanno contro quello in cui credono, sono, secondo l'autore, una denuncia dell'industrializzazione e dell'urbanizzazione. La terra promessa è stato tradotto in quindici lingue e ne sono stati tratti due film, il primo nel 1927 da A. Węgierski e A. Hertz e il secondo nel 1975 da Andrzej Wajda.

### I contadini

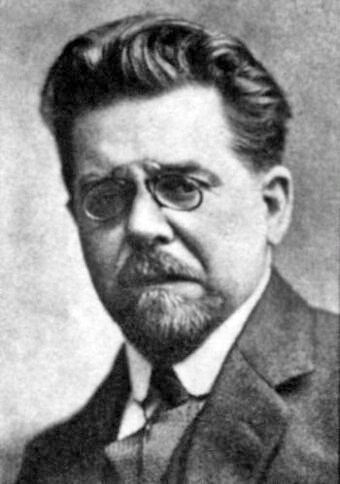
Władysław Reymont

Nell'opera I contadini, Reymont crea una completa e suggestiva descrizione della vita di campagna, come nessun altro scrittore polacco fino ad allora. Il romanzo impressiona il lettore per l'autenticità della realtà materiale, del costumi, del comportamento e della cultura spirituale del popolo. Non solo Reymont usa il dialetto locale nei dialoghi, ma anche nella narrazione, creando un linguaggio universale polacco. Grazie a questo presenta una colorita realtà della dialettica del popolo meglio di ogni altro autore polacco. Il romanzo è ambientato a Lipce, un villaggio divenuto famoso durante i lavori per la costruzione della ferrovia vicino a Skierniewice, e si svolge per una durata di dieci mesi in un momento imprecisato del diciannovesimo secolo. La storia non è determinata dal ritmo della vita di campagna, ma da un non specificato ciclo eterno. La composizione della storia è rigorosamente semplice e funzionale. I titoli dei quattro volumi di cui è composto il romanzo corrispondono alle quattro stagioni che regolano l'eterno e ripetibile ciclo della vita rurale. Parallelamente al ritmo delle stagioni c'è quello della religione e del costume. In questo genere di ambientazione Reymont mette una colorita comunità rurale descritta attraverso vividi ritratti individuali. Il repertorio dell'esperienza di vita e ricchezza spirituale, che può essere riscontrato col repertorio dei libri biblici e dei miti greci, non ha dottrine ideologiche o esemplificazioni didattiche. Reymont non credeva nelle dottrine, ma alla propria conoscenza della vita, alla mentalità delle persone descritte e al suo senso della realtà. È facile riscontrare in quest'opera alcuni tratti naturalisti (ad esempio qualche elemento erotico) o alcune caratteristiche del simbolismo. È egualmente facile provare il realismo del romanzo. Nessuna dottrina è comunque sufficiente a descriverlo. Dal romanzo sono stati tratti due film (diretti da E. Modzelewski nel 1922 e da J. Rybkowski nel 1973) ed è stato tradotto in ventisette lingue.

### Bunt
L'ultimo libro di Reymont, Bunt (La rivolta, nell'edizione italiana), uscito a puntate nel 1922 e in volume nel 1924, descrive una rivolta di animali, che però degenera rapidamente in violenza. La storia è una metafora della rivoluzione bolscevica del 1917 e il romanzo fu bandito dalla vendita in Polonia dal 1945 fino al crollo del muro di Berlino, nel 1989, insieme a La fattoria degli animali di George Orwell, opera che affronta tematiche similari, anche se non è certo che Orwell conoscesse il romanzo di Reymont. Bunt è stato ristampato in Polonia solo nel 2004. La sua prima edizione italiana (La rivolta) è uscita nel 2018 (traduzione e cura di Laura Pillon).

## Opere
- Pielgrzymka do Jasnej Góry (1894)
- Komediantka (1896)
- Fermenty (1897)
- La terra promessa (Ziemia obiecana) (1898)
- I contadini (Chłopi) (1904-1909)
  - L'autunno
  - L'inverno
  - La primavera
  - L'estate
- Rok 1794 (1914-1919)
  - Ostatni Sejm Rzeczypospolitej
  - Nil desperandum
  - Insurekcja
- Wampir - powieść grozy (1911)
- La rivolta (Bunt) (1924), Edizioni della Sera, 2018, p. 283, ISBN 9788897139898